# The Messenger of Allah Unites Us
The Messenger of Allah Unites Us (Nederlands: De boodschapper van Allah verenigt ons) is een mediacampagne van een groep moslims uit Jordanië die zichzelf tot doel stellen het lasteren van de islam en de profeet Mohammed tegen te gaan. De groep publiceerde posters waarop bedrijven uit landen prijken die zich volgens de groep te weinig inzetten tegen het beledigen van de islam. Het uiteindelijke doel van de groep is om internationaal het lasteren van alle godsdiensten te verbieden.
De campagne werd in februari 2008 opgezet. Het aanvankelijke doel van de campagne was om Denemarken, het land van de Mohammedcartoons, te boycotten. Nadat Geert Wilders in Nederland zijn islamfilm Fitna uitbracht, volgde ook een oproep tot boycot van Nederlandse goederen.
Woordvoerder van de groep, de heer Zakaria Sheikh, zegt dat de Nederlandse en Deense bevolking druk zouden moeten uitoefenen op hun regeringen om een internationale antilasterwet op te zetten, die anti-islamfilms zoals Fitna tegengaat. De groep heeft de Jordaanse justitie gevraagd om onderzoek te doen naar de mogelijkheden tot vervolging van Wilders.
Al-Sheikh onderstreepte in een toelichting dat een wettelijke regeling tegen godsdienstlastering de enige manier is om te voorkomen dat diepbeledigde moslims hun uitweg in geweld zouden zoeken.